# Евгений Эрдман Вюртембергский
Евгений Вильгельм Александр Эрдман Вюртембергский (нем. Eugen Wilhelm Alexander Erdmann von Württemberg; 15 декабря 1820, Карлсруэ — 8 января 1875, там же) — герцог Вюртембергский, генерал кавалерии.

## Биография
Евгений Эрдман — сын генерала инфантерии российской армии Евгения Вюртембергского и его первой супруги Матильды Вальдек-Пирмонтской.
С 1838 года Евгений Эрдман состоял на службе в русской армии. 6 декабря 1842 года перешёл на службу в прусскую армию и был зачислен в звании ротмистра в 8-й гусарский полк. С января 1853 по конец октября 1856 года командовал этим военным формированием, затем командовал 11-й кавалерийской бригадой. 19 февраля 1857 года получил звание бригадного командира, 20 ноября 1857 года в звании генерал-майора был переведён в запас, вышел в отставку 9 июня 1859 года. В 1870—1871 годах Евгений Эрдман в звании генерал-лейтенанта принимал участие во войне против Франции и находился при штабе кронпринца Фридриха в сражениях Вейсенбурге, Вёрте и Седане, а также в осаде Парижа. За свои заслуги герцог Евгений Эрдман был награждён Железным крестом 2-й степени, затем 21 января 1873 года — вюртембергским орденом «За военные заслуги». 2 сентября 1873 года герцог Евгений получил звание генерала кавалерии.

## Семья
Герцог Евгений Эрдман 15 июля 1843 года женился на принцессе Матильде Шаумбург-Липпской (1818—1891). В браке родились:
- Вильгельмина Евгения (1844—1892), замужем за Николаем Вюртембергским (1833—1903), младшим единокровным братом отца, генералом инфантерии австрийской армии, брак бездетный
- Евгений (1846—1877), женат на Вере Константиновне, дочери великого князя Константина Николаевича, 3 детей
- Паулина (1854—1914), замужем за Мельхиором Виллимом, 3 детей